# 죽림영당
죽림영당은 충청북도 청주시 청원구에 있다. 2015년 4월 17일 청주시의 향토유적 제115호로 지정되었다.

## 개요
이후직, 변숙, 지성구, 신영식, 왕린, 민광도, 민광식의 칠현갑회도를 봉안하기 위해 세운 사당이다.